# Christopher Maltby
Le général Christopher Maltby (13 janvier 1891 - 6 septembre 1980) est un officier militaire de l'armée indienne britannique qui est commandant des forces britanniques de Hong Kong (en) en 1941 au moment de l'invasion japonaise de la colonie durant laquelle il est fait prisonnier et ne retrouve la liberté qu'à la fin de la guerre en 1945.

## Biographie
Formé à l'école Bedford (en), Maltby rentre comme officier dans l'armée indienne britannique en 1910.
Il sert durant la Première Guerre mondiale, puis entre à l'école d'État-major de Quetta en 1923. Il est stationné à la province frontalière nord-ouest (en) indienne avant de devenir officier d'état-major au quartier général de l'armée en Inde en 1925. Il intègre le collège de la Royal Air Force d'Andover en 1927 puis est nommé adjudant général adjoint au quartier général en 1930. Il retourne à la frontière nord-ouest en 1937, puis devient instructeur à l'école d'état-major de Quetta en 1938 avant d'être nommé officier d'état-major général dans le district du Balouchistan en 1939.
Il sert durant la Seconde Guerre mondiale d'abord comme commandant de la 3e brigade jhelum (en), puis de la brigade de Calcutta, et enfin de la 19e brigade d'infanterie indienne (en) dans le district du Deccan en Inde.
Il est nommé commandant des forces britanniques en Chine (en) en août 1941. Afin de protéger Hong Kong contre une probable prochaine attaque japonaise, il organise la construction d'une ligne défensive de 16 km dans les Nouveaux Territoires connue sous le nom de ligne Gin Drinkers. Cependant, lors de l'invasion japonaise, cette ligne est rapidement enfoncée et les troupes alliées se replient sur l'île de Hong Kong. Sous les ordres du général Takashi Sakai, les Japonais commencent un bombardement de l'île et, après une brève contre-attaque des troupes britanniques qui débute le 19 décembre 1941, Maltby se rend aux ennemis à Queen's Pier (en) le 25 décembre 1941. Il reste prisonnier de guerre de 1941 à 1945.

### Retraite
Revenant à son grade permanent de colonel, Maltby prend sa retraite le 10 juin 1946 et reçoit le même jour le rang honorifique de major-général. En 1953, il reçoit le grade de deputy lieutenant du Somerset.